# Schmid Peoplemover

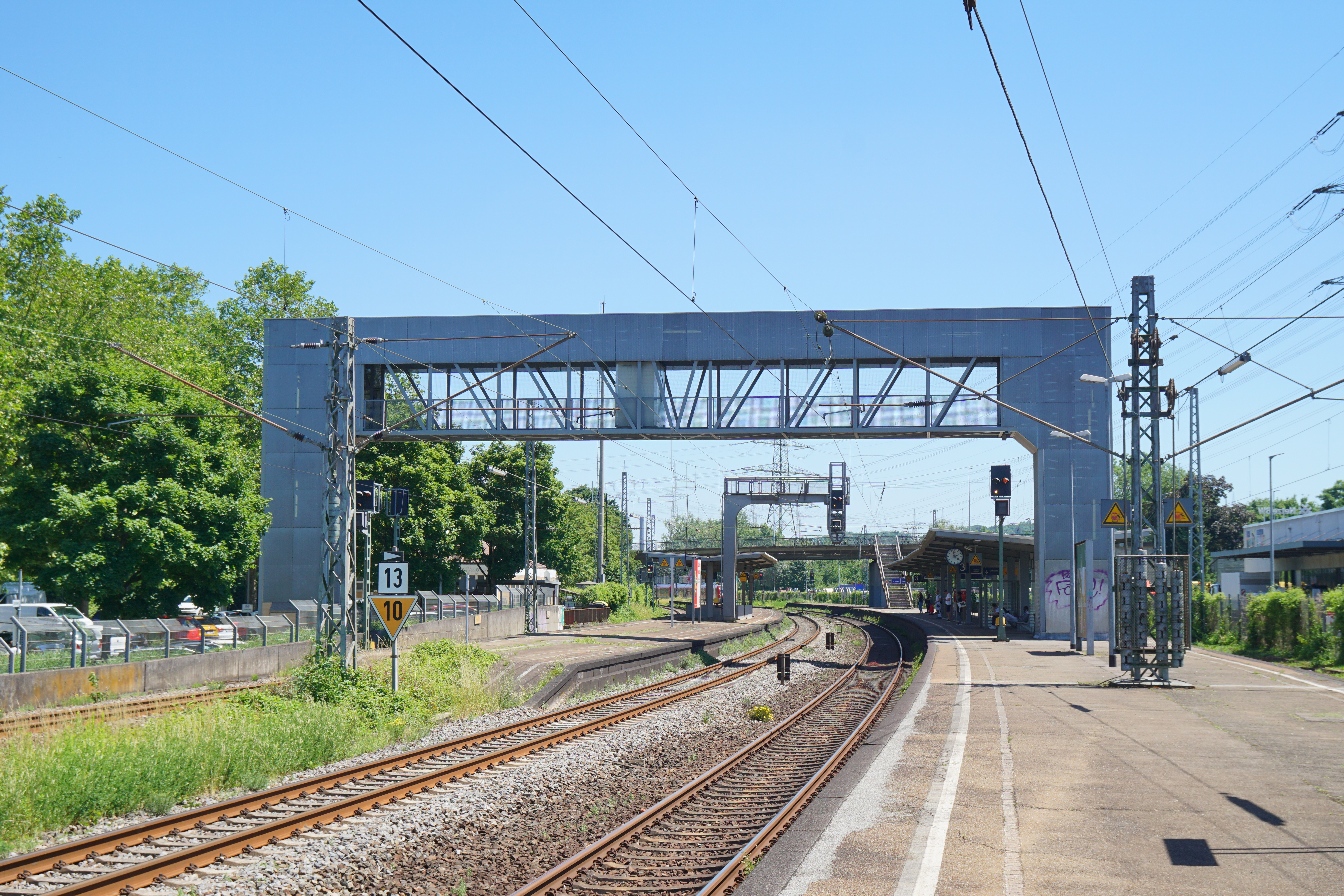
Schmid Peoplemover im Bahnhof Altbach

Der Schmid Peoplemover ist ein Personenbeförderungssystem, dessen Kabine sich zwischen zwei Türmen und einer dazwischenliegenden Brücke vertikal und horizontal bewegt.

## Geschichte und Beschreibung

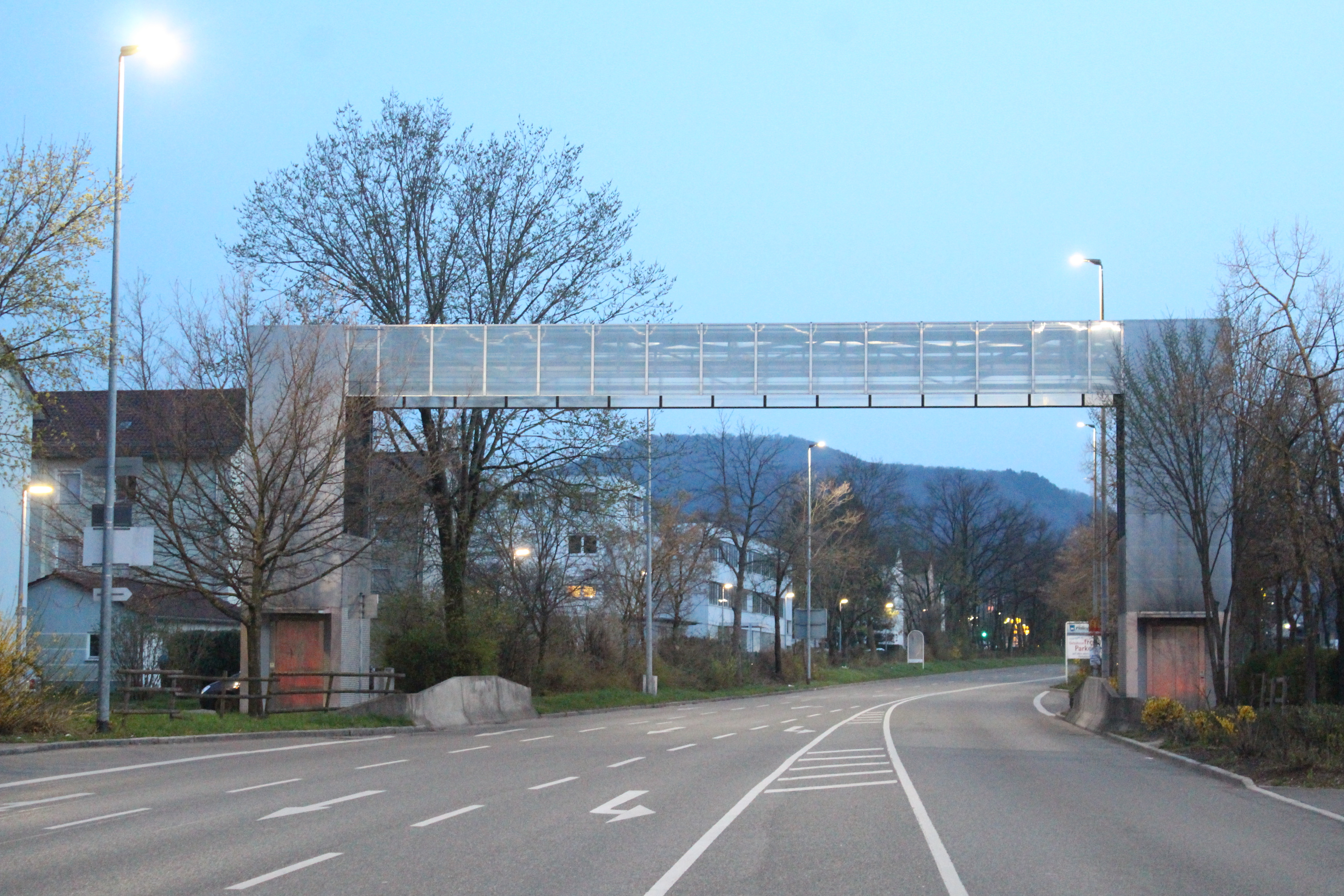
Stillgelegter erster Schmid Peoplemover in Pfullingen

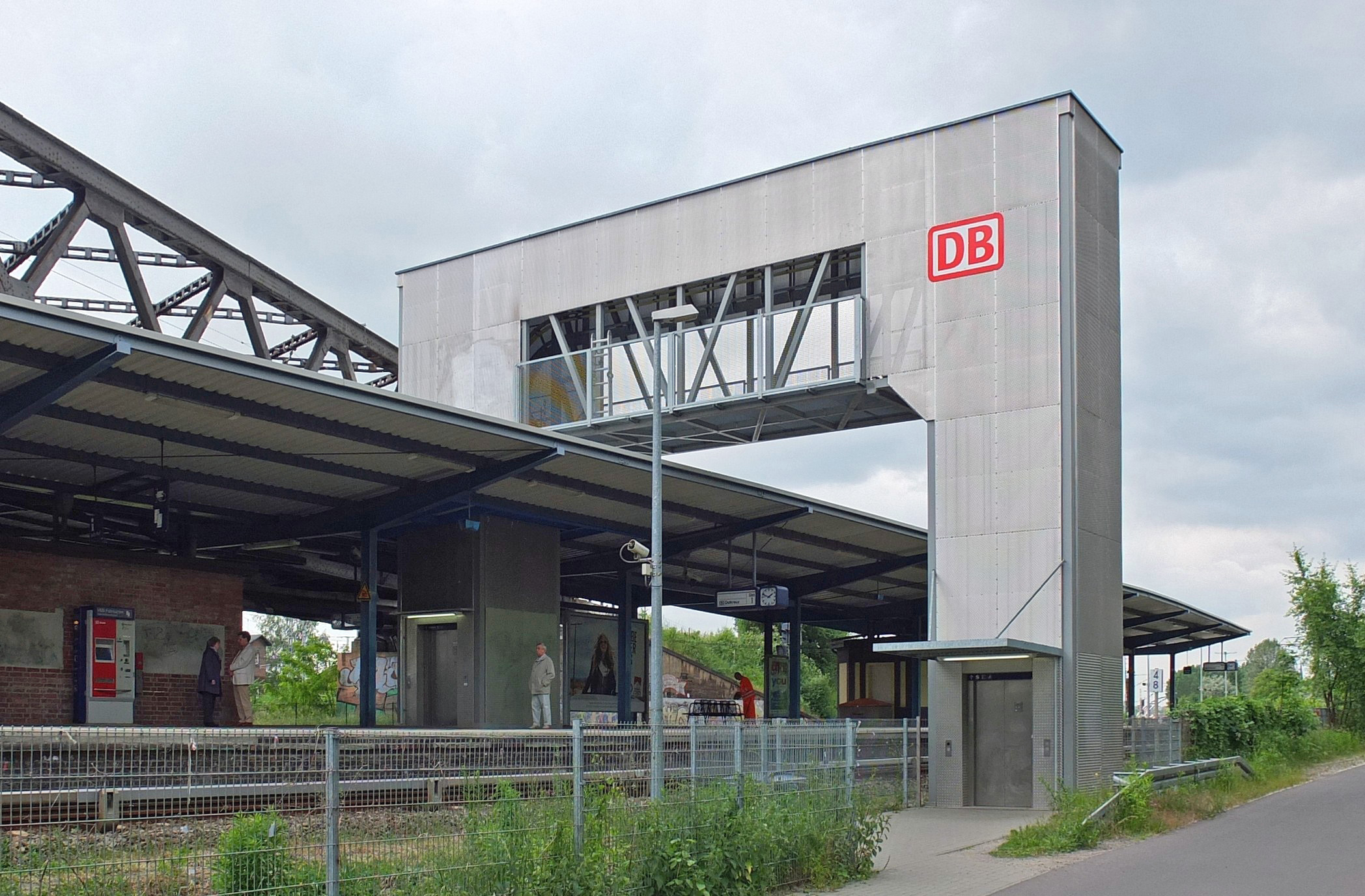
Schmid Peoplemover in der S-Bahn-Station Betriebsbahnhof Berlin-Rummelsburg

Der Mechaniker und Unternehmer Emil Schmid, dessen Firma in Sonnenbühl-Willmandingen Antriebsmodule, Achsgetriebe und Steuerungstechnologie für die Automobilindustrie fertigte, entwickelte 1990 das Konzept für dieses System. An der Neuen Weinsteige in Stuttgart fiel ihm in jenem Jahr ein, dass man Fußgängern das Queren der vielbefahrenen Straße ermöglichen sollte, ohne dass diese ampelgesteuert den Kraftfahrzeugverkehr aufhalten. Die erdachte Lösung war eine Aufzugsanlage.
Schmid fertigte ein Modell aus zwei Metallschienen mit abgerundeten Ecken, zwischen denen eine Kabine aus Plexiglas geführt wurde. Sie lief senkrecht nach oben, schwenkte dann in die Waagerechte und bewegte sich anschließend wieder senkrecht nach unten. Dieses Modell führte er 1992 dem baden-württembergischen Verkehrsminister Hermann Schaufler vor. Jener war von der Demonstration beeindruckt und gab dem Objekt dem Namen Peoplemover. Mit dem Auftrag, einen solchen in realer Größe zu bauen, kehrte Schmid auf die Alb zurück.
Im Jahr 1998 war der Prototyp fertiggestellt. Mit dem nach wie vor amtierenden Schaufler fuhr Schmid am Tag der Einweihung die erste Runde. Er sagt, er habe nur wenige Stunden später Anfragen seitens der „Riesen der Aufzugindustrie“ erhalten. Tags darauf erschien der Chef von Thyssenkrupp persönlich, um ihm eine Kooperation vorzuschlagen. Schmid übernähme die Konstruktion, Thyssenkrupp die Installation, den Vertrieb und den Service.
Obwohl der Schmid Peoplemover rechtlich als Aufzug gilt, wird die Kabine des Peoplemovers nicht von Seilzügen bewegt. An einem Fahrwagen, der die Führungsaufgabe an den Führungsschienen übernimmt, ist die Kabine befestigt. Dessen frequenzgeregelter Elektromotor bewegt ihn an den Führungsschienen mittels Zahnrädern und Ritzeln. Der Übergang von der Vertikalen in die Horizontale erfolgt dank einer ausgeklügelten Mechanik fließend über einen Bogen.
Thyssenkrupp errichtete den ersten Schmid Peoplemover an der Marktstraße in Pfullingen, damals Teil der stark befahrenen Bundesstraße 312. Das Tragwerk wurde von der Firma Knaack-Reich geplant, innerhalb von drei Tagen ließ sich dieser Typ betriebsbereit installieren. Die lackierte Stahl-Fachwerkkonstruktion der mit beschichtetem Profilblech verkleideten Türme war rund 2,5 m breit und 3 m tief, jene der Brücke 3 m tief und 1,2 m hoch. Die rund 1,4 m breite, 1,8 m tiefe und 2,2 m hohe Kabine mit zwei runden Sichtfenstern bestand aus Aluminium, sie bewegte sich vertikal mit bis zu 1 m/s und horizontal mit bis zu 2,0 m/s. Ihre Tragfähigkeit betrug 600 kg bzw. acht Personen, bei 5 m Förderhöhe und 20 m Spannweite konnten ca. 720 Personen pro Stunde in beiden Richtungen befördert werden. Die Kooperation mit Thyssenkrupp währte indes nur kurz, da der nachfolgende Firmenchef dieses Unternehmens kein Interesse mehr an dem Projekt hatte.
Binnen 30 Sekunden brachte die am 7. Juli 2001 in Betrieb genommene Pfullinger Anlage Personen komfortabel und sicher auf die andere Straßenseite. Der ebenerdige Ein- und Ausstieg eignete sich für Rollstuhlfahrer mit Begleitpersonen sowie für das Mitführen von Kinderwagen oder Fahrrädern. Nach dem Bau einer Umgehungsstraße im Zuge der Bundesstraße 312 nahm 2003 der vormals 20.000 Kraftfahrzeuge täglich zählende Verkehr auf der Marktstraße ab. Zudem vermüllten Passanten die Kabine und urinierten dort. Nachdem die Elektronik defekt und ein Angebot für deren Überarbeitung als zu teuer befunden worden war, wurde die Anlage im Jahr 2009 stillgelegt.
Anfang der 2000er Jahre wandte sich angesichts der Aufgabe, 5400 Bahnhöfe barrierefrei zu machen, die Deutsche Bahn AG an Schmid. Der Bau von Peoplemovern schien als eine vielversprechende Lösung des Problems. Schmid eröffnete am 19. Dezember 2006 in Altbach bei Esslingen am Neckar und am 15. Juni 2007 in der Station Betriebsbahnhof Berlin-Rummelsburg der Berliner S-Bahn je eine solche Anlage. Beide sind im Jahr 2025 in Betrieb, weitere Schmid Peoplemover wurden aber nicht gebaut.
Immer wieder bekommt Schmid Anfragen nach Peoplemovern von Städteplanern aus der ganzen Welt. Er lehnt sie sämtlich ab, da sein Unternehmen, das seit 2017 von seinen Kindern geführt wird, mit Aufträgen aus der Automobilindustrie ausgelastet sei.